# Lucius Antonius (broer van Marcus)
Lucius Antonius (1e eeuw v.Chr.) was de jongere broer en aanhanger van Marcus Antonius, een Romeins politicus.
Lucius was de zoon van Marcus Antonius Creticus, zoon van de retoricus Marcus Antonius Orator die in 86 v.Chr. werd geëxecuteerd door Gaius Marius' aanhangers, en Julia Antonia, een nicht van Julius Caesar. Samen met zijn oudere broers Marcus en Gaius Antonius, bracht hij zijn jonge jaren door met het door in slecht gezelschap te zwerven door Rome. Plutarchus verwijst naar het ongebreidelde leven van de jongeren en hun vrienden, gokhuizen frequenterend en te veel drinkend.
Lucius was altijd een grote supporter van Marcus Antonius. In 50 v.Chr. was hij quaestor in de provincia Asia. In 44 v.Chr., het jaar van Marcus Antonius' consulaat en de moord op Julius Caesar, stelt Lucius als tribunus plebis een wet voor die Caesar toestond om de voornaamste magistraten aan te duiden gedurende zijn afwezigheid uit Rome. Na de moord op Caesar, steunde hij zijn broer Marcus. Hij stelde een agrarische wet voor ten voordele van het volk en Caesars veterani, en nam deel aan de operaties bij Mutina (43 v.Chr.), waarbij hij samen met Marcus bij Forum Gallorum werd verslagen. In 41 v.Chr. was hij samen met Publius Servilius Isauricus Vatia consul van Rome. In dit jaar kwam hij zijn broers vrouw Fulvia te hulp, die erop uit was haar echtgenoot terug te roepen van Cleopatra's hof, met het oprichten van een leger van acht legioenen om tegen Octavianus' onpopulair beleid te vechten. Later, toen hij de negatieve reacties merkte als reactie op de verdeling van land onder de veterani van Caesar, veranderden Antonius en Fulvia hun houding, en kwamen op als verdedigers van zij die hadden geleden onder deze maatregelen. Antonius hield een mars op Rome, verdreef Lepidus, en beloofde het volk dat het triumviraat zou worden afgeschaft. 
Toen Octavianus naderde, trok hij zich terug naar Perusia in Etrurië (zogenaamde bellum Perusinum), waar hij door drie legers werd belegerd, en gedwongen zich over te geven (winter (februari) 41 v.Chr.). De stad werd vernield maar zijn leven gespaard, en hij werd door Octavianus als gouverneur naar Hispania gestuurd. Niets is geweten over de omstandigheden of de datum van zijn dood. Cicero geeft ons in zijn Philippicae een heel ongunstig beeld van Lucius' karakter, dat in grote mate werd ingegeven door persoonlijke vijandigheid.